# Championnats d'Afrique de gymnastique artistique 2024
Navigation
Édition précédente
Les championnats d'Afrique de gymnastique artistique 2024 sont la 18e édition des championnats d'Afrique de gymnastique artistique. Ils se déroulent du 3 au 6 mai 2024 à Marrakech, au Maroc,,
Les athlètes masculins (GAM) ont six appareils : anneaux, arçons, barre fixe, barres parallèles, saut et sol. Les athlètes féminines (GAF) ont quatre appareils : barres asymétriques, poutre, saut et sol,.
La compétition est notamment marquée par la première apparition du Tchad, sa délégation comprenant 4 gymnastes féminines, et le boycott de la délégation algérienne dans un contexte de tension avec le Maroc sur la question du Sahara occidental.

## Podiums seniors
| Épreuves                    | Or                                                                                          | Argent                                                                                      | Bronze                                                                                        |
| --------------------------- | ------------------------------------------------------------------------------------------- | ------------------------------------------------------------------------------------------- | --------------------------------------------------------------------------------------------- |
| Hommes                      |                                                                                             |                                                                                             |                                                                                               |
| Concours par équipes        | Égypte- Abdelrahman Abdelhaleem - Mohamed Afify - Omar Mohamed - Mustafa Ahmed - Ali Zahran | Maroc- Abdelaziz Essamyry - Achraf Quistas - Hazma Hossaini - Taha Kabouri - Zakariae Setti | Cameroun- Fidele Bello Mamoudou - David Manguele - Ledoux Ngorbo - Ruben Sodea                |
| Concours général individuel | Omar Mohamed                                                                                | Mohamed Afify                                                                               | Luke James                                                                                    |
| Anneaux                     | Ali Zahran                                                                                  | Omar Mohamed                                                                                | Hazma Hossaini                                                                                |
| Barre fixe                  | Abdelrahman Abdelhaleem                                                                     | Omar Mohamed                                                                                | Luke James                                                                                    |
| Barres parallèles           | Mohamed Afify                                                                               | Omar Mohamed                                                                                | Hazma Hossaini                                                                                |
| Cheval d'arçons             | Abdelrahman Abdelhaleem                                                                     | Mohamed Afify                                                                               | Taha Kabouri                                                                                  |
| Saut de cheval              | Luke James                                                                                  | Omar Mohamed                                                                                | Hazma Hossaini                                                                                |
| Sol                         | Luke James                                                                                  | Omar Mohamed                                                                                | Hazma Hossaini                                                                                |
| Femmes                      |                                                                                             |                                                                                             |                                                                                               |
| Concours par équipes        | Égypte- Judy Abdalla - Sirine Abouelhoda - Shams Ali - Sandra Elsadek - Jana Mahmoud        | Afrique du Sud- Caleigh Anders - Naveen Daries - Zelme Daries - Shante Koti - Karma Visagie | Maroc- Salina Bousmayo - Chorouk Elannabi - Nisrine Hassanaine - Ines Laabourri - Rihab Sobti |
| Concours général individuel | Jana Mahmoud                                                                                | Judy Abdalla                                                                                | Salina Bousmayo                                                                               |
| Barres asymétriques         | Judy Abdalla                                                                                | Shams Ali                                                                                   | Zelme Daries                                                                                  |
| Poutre                      | Salina Bousmayo                                                                             | Naveen Daries                                                                               | Sandra Elsadek                                                                                |
| Saut de cheval              | Caleigh Anders                                                                              | Judy Abdalla                                                                                | Sandra Elsadek                                                                                |
| Sol                         | Jana Mahmoud                                                                                | Judy Abdalla                                                                                | Salina Bousmayo                                                                               |